# Sergi Carbonell Vergés
Sergi Carbonell Vergés (Ribes de Freser, 15 de setembre de 1986) és un multiinstrumentista, cantant i compositor català, reconegut per la seva trajectòria al grup Txarango i per la seva carrera en solitari, en què ha publicat fins ara cinc àlbums d'estudi . El més recent, titulat Refugi, va ser publicat el gener de 2023, i un any després va estrenar un EP de sis cançons titulat Crisàlide.

## Biografia

### Primers anys i Txarango
Carbonell va néixer al municipi de Ribes de Freser, Girona el 1986. Interessat principalment en el piano, va començar a estudiar música a la seva infància. Decidit a iniciar una carrera musical, va cursar estudis clàssics al Conservatori de Música Clàssica del Liceu de Barcelona. Més tard va ingressar al Conservatori de Badalona i al Taller de Músics de la capital catalana.
Influenciat per música llatinoamericana, es va traslladar a l'Havana, Cuba per continuar amb la formació en piano. En tornar a Espanya, va formar juntament amb Marcel Lázara i Alguer Miquel el grup Txarango el 2007. Amb el grup, en què va exercir com a pianista i co-compositor, Carbonell va gravar els àlbums d'estudi Benvinguts al llarg viatge (2012), Som Riu (2014), El cor de la terra (2017) i De Vent i Ales (2020).
En ser un grup amb una influència política i social, va visitar llocs com el Camps de Refugiats de la RASD a Tinduf, Palestina o el sud de Melilla, i assistir a camps de refugiats al Senegal, Sèrbia i Grècia. Txarango va anunciar la seva separació definitiva l'octubre del 2021, i des de llavors el músic s'ha enfocat en els seus diferents projectes en solitari.

### Carrera en solitari i altres projectes
En paral·lel a Txarango, va debutar com a solista l'any 2013 amb l'àlbum Sota la pell, a través d'una plataforma de micromecenatge. Després de publicar com a avançament la cançó «Brises del nord», el 2017 va publicar el seu segon treball discogràfic , titulat Harmonia, a través de la discogràfica Halley Records. Aquell mateix any, el segell va llançar una reedició de Sota la pell.
El 2020 va publicar Levedad (21 suspirs), un nou àlbum instrumental, seguit d'Ubuntu (2022), tots dos amb Halley Records. Aquest darrer disc va comptar amb la col·laboració del quartet de corda de l'Orquestra Simfònica de Budapest i va ser enregistrat entre Catalunya i Budapest.
Amb el seu pare, el actor Janot Carbonell, va iniciar un projecte anomenat Els Carbonell, on presenten en directe un espectacle de música i poesia d'artistes com Federico García Lorca, Silvio Rodríguez, Miquel Martí i Pol o Emel Mathlouthi. Igualment, ha dut a terme quatre edicions de Live Sessions, un projecte de peces audiovisuals tocades en directe en què comparteix com a guitarrista i cantant amb músics convidats, cançons pròpies i versions d'altres artistes.

### Refugii actualitat
L'octubre del 2022 es va anunciar que al començament del 2023 Carbonell iniciaria una nova etapa com a cantautor amb el llançament del disc Refugi, en què participaria per primera vegada com a cantant principal acompanyat d'una banda conformada pel guitarrista Sebastià Gris, el baixista Tomàs Pujol i el bateria Joan Palà.El primer senzill del disc, titulat «El viatge» i publicat l'octubre del 2022, està dedicat a la seva trajectòria al grup Txarango. El 10 de gener del 2023 el músic va publicar «Mestissos», un nou senzill que també va comptar amb un videoclip. Tres dies després va presentar Refugi, àlbum conformat per tretze cançons, dues en castellà i onze en català. El disc va ser presentat en directe el 18 de març a l'Auditori de Girona i el 31 de març a l'Auditori de Barcelona. Refugi va ser descrit al portal MondoSonoro com «un treball ple de colors, sabors i matisos que se sent com un viatge personal cap als nostres refugis personals».
L'1 de febrer del 2024 va presentar Crisàlide, un EP compost per sis cançons i produït per Dani López; Miki Tejero es va encarregar de dirigir un videoclip per a cadascuna de les cançons. El mitjà La Ciutat va anunciar que Carbonell presentaria el nou EP el 10 de març de 2024 al Teatre El Círcol de Badalona.

## Discografia

### Com a solista
| Any  | Títol                | Discogràfica   | Referència |
| ---- | -------------------- | -------------- | ---------- |
| 2013 | Sota la pell         | Halley Records | [ 4 ]      |
| 2017 | Harmonia             | Halley Records | [ 4 ]      |
| 2020 | Levedad (21 suspirs) | Halley Records | [ 4 ]      |
| 2022 | Ubuntu               | Halley Records | [ 2 ]      |
| 2023 | Refugi               | Halley Records | [ 20 ]     |
| 2024 | Crisàlide            | Halley Records | [ 22 ]     |